# هونتیروو
هونتیروو (به چکی: Huntířov) یک منطقهٔ مسکونی در جمهوری چک است که در ناحیه دیتشین واقع شده‌است. هونتیروو ۱۴٫۲۳ کیلومتر مربع مساحت و ۷۸۸ نفر جمعیت دارد و ۳۷۲ متر بالاتر از سطح دریا واقع شده‌است.